# Ленски, Ричард
Ричард Ленски (англ. Richard E. Lenski; род. 13 августа 1956) — американский эволюционный биолог. Доктор философии (1982), заслуженный профессор Университета штата Мичиган. Член Национальной АН США (2006) и Американского философского общества (2018). Макартуровский стипендиат (1996).

## Биография
Сын социолога Джерарда Ленски.
Окончил колледж Оберлин (бакалавр, 1976).
Степень доктора философии получил в 1982 году в университете Северной Каролины. Являлся постдоком в Массачусетском университете в Амхерсте. Самостоятельную карьеру начал в Калифорнийском университете в Ирвайне, а с 1991 года в Университете штата Мичиган: ныне именной заслуженный (выдающийся) профессор (Hannah Distinguished Professor) микробиологической экологии. Подготовил более 25 аспирантов и постдоков.
В 2010 году стал одним из основателей научно-технического центра по изучению действующей эволюции BEACON Center.
Известен своим долговременным экспериментом по эволюции бактерии E. coli, а также работами по цифровым организмам с использованием программы Avida.
Экс-президент Society for the Study of Evolution.
Член Американской академии искусств и наук, Американской академии микробиологии, EMBO, фелло Экологического общества Америки.
Член Совета НАН США (по 2022).
Среди его наград и отличий: Стипендия Гуггенхайма (1991), Sewall Wright Award (2012), NCSE Friend of Darwin Award (2017).
Удостоился почётной степени Вагенингенского университета.
Соредактор The Princeton Guide to Evolution.